# Upplands runinskrifter 29

Gerlögs runa, eller Hillersjöhällen med signum U 29, är en runhäll på en villatomt vid Hillersjö gård i Hilleshögs socken och Ekerö kommun, Färentuna härad i Uppland.
"Inga av Svartsjölandet" och hennes man "Ragnfast" omnämns också på U 329, U 330, U 331 och U 332. Tillsammans berättar ristningarna att Inga kom från Hillersjö gård och var enda överlevande barn till Gudrik och Gerlög. Vi får veta att Ragnfast ägde hela Snåttsta och att Ingas och Ragnfasts enda son sedan ärvde allt vid faderns död. Inga kom sedan att ärva Snåttsta från barnet. Vi får också veta att Ragnfast själv ärvt Snåttsta från sin fader Sigfast och att Ragnfast hade en huskarl som hette Assur.

## Runhällen
Runhällen som skapades av Torbjörn skald har den längsta runinskrift man hitintills kunnat hitta i Uppland och den kan även presentera den äldsta arvshandling som någon gård kunnat uppvisa genom ett komplicerat bakarv. De arvsregler som där tillämpades stämmer överens med Upplandslagens stadgar som från första början var vikingatida men blev kodifierade år 1296.
Ornamentiken går i Urnesstil Pr4 och består av profilerade rundjur som i avancerade flätverk ringlar ut över hela bildytan.

## Inskriften

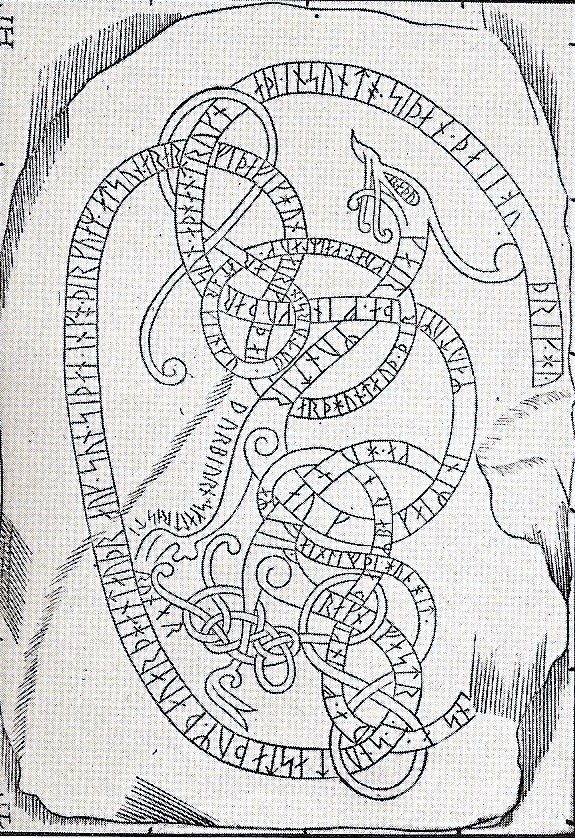
Johan Hadorphs bild från 1600-talet visar tydligt både runor och hela den ornamentala ristningen.

Translitterering av runraden:
raþ| |þu kaiʀmuntr -ik · kaiʀ[l]a[uk ·] (m)aytumi| |i þa · finku · þau sun · aþ han · truknaþi · in sun to : siþan : þa + fi(k) (h)(u)- --þrik · ha- ... (þ)(i)nsa · þa · finku þa(u) [bar](n) ... (i)(n) maʀ ain lifþi · [hu]n hit ' ...g[a] ' h(a)... fik raknfastr · i · snutastaþum · þa uarþ han tauþr · auk · sun · siþan · in · moþir kuam + at sunar ' arfi ' þa ' fik hun ' airik ' þar ' uarþ hun tauþ ' þar kuam ' gaiʀlauk at arfi ' inku tutur sinar þurbiur(n) ' skalt ' risti runar
Normalisering till runsvenska:
Rað þu! Gæiʀmundr [f]ikk Gæiʀlaug møydomi i. Þa fingu þau sun, aðan hann drunknaði. En sunn do siðan. Þa fikk ho[n] [Gu]ðrik. Ha[nn] ... þennsa. Þa fingu þau barn.  En maʀ æin lifði; hon het [In]ga. Ha[na] fikk Ragnfastr i Snutastaðum. Þa varð hann dauðr ok sunn siðan. En moðiʀ kvam at sunaʀ arfi. Þa fikk hon Æirik. Þar varð hon dauð. Þar kvam Gæiʀlaug at arfi Ingu, dottur sinnaʀ. Þorbiorn Skald risti runaʀ.
Översättning till nusvenska:
Tyd! Germund fick till hustru Gerlög som ungmö. Sedan fingo de en son, innan han drunknade. Och sonen dog sedan. Därpå fick hon Gudrik till man. Han ... denna ... Sedan fingo de barn. Men en enda flicka levde kvar, hon hette Inga. Henne fick Ragnfast i Snottsta till hustru. Därpå dog han och sonen sedan. Och modern kom till arv efter sin son. Sedan fick hon Erik till man. Därpå dog hon. Då kom Gerlög till arv efter Inga, sin dotter. Torbjörn skald ristade runorna.